# UE Sant Julià

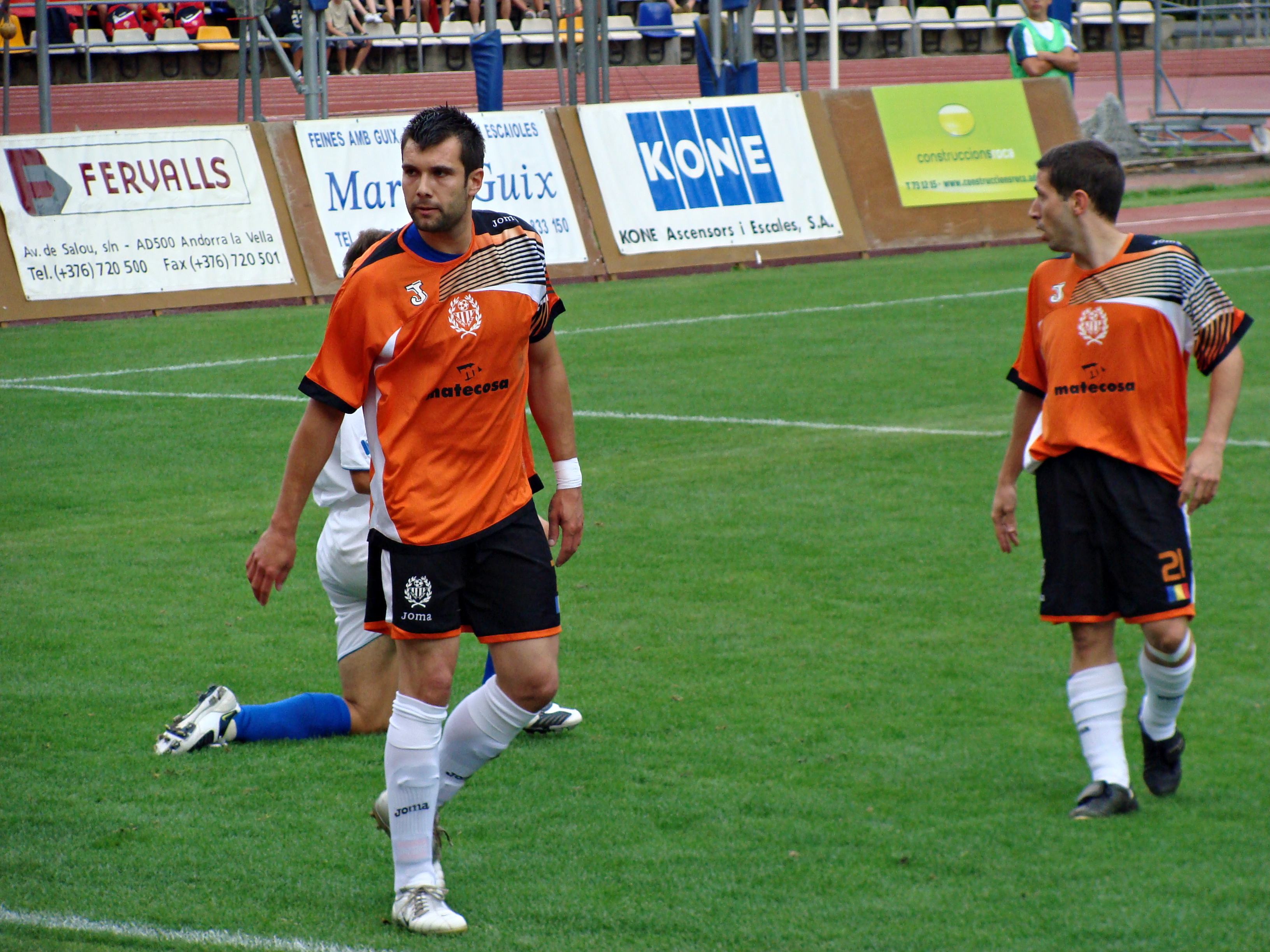
Fotbalový tým UE Sant Julià

Unió Esportiva Sant Julià je andorrský fotbalový klub z města Aixovall. Název získal dle územněsprávního celku Sant Julià de Lòria, v němž město Aixovall leží. Dvakrát vyhrál andorrskou ligu (2004–05, 2008–09), třikrát národní pohár (2007–08, 2009–10, 2010–11). 

## Kompletní výsledky v evropských pohárech
| Sezóna  | Soutěž | Kolo  |            | Soupeř            | Doma | Venku | Celkem      |
| ------- | ------ | ----- | ---------- | ----------------- | ---- | ----- | ----------- |
| 2005–06 | UEFA   | 1.př. | Rumunsko   | Rapid Bukurešť    | 0–5  | 0–5   | 0–10        |
| 2008–09 | UEFA   | 1.př. | Bulharsko  | Cherno More Varna | 0–5  | 0–4   | 0–9         |
| 2009–10 | LM     | 1.př. | San Marino | SP Tre Fiori      | 1–1  | 1–1   | 2–2 (5–4 p) |
| 2009–10 |        | 2.př. | Bulharsko  | PFC Levski Sofia  | 0–5  | 0–4   | 0–9         |
| 2010–11 | EL     | 2.př. | Finsko     | MYPA              | 0–3  | 0–5   | 0–8         |
| 2011–12 | EL     | 2.př. | Izrael     | Bnei Yehuda       | 0–2  | 0–2   | 0–4         |